# Australembia incompta
Australembia incompta är en insektsart som beskrevs av Ross 1963. Australembia incompta ingår i släktet Australembia och familjen Australembiidae. Inga underarter finns listade i Catalogue of Life.